# Dave Foster
Dave Foster je americký bubeník, v pořadí třetí bubeník grungeové kapely Nirvana. V době hraní v Nirvaně Foster bydlel nedaleko Krista Novoselica a Kurta Cobaina. Ti ho z kapely vyloučili hlavně kvůli tomu, že Dave nechodil na zkoušky.